# Ryan Miller (musicien)
Pour les articles homonymes, voir Ryan Miller et Miller.
 (juillet 2016).
Si vous disposez d'ouvrages ou d'articles de référence ou si vous connaissez des sites web de qualité traitant du thème abordé ici, merci de compléter l'article en donnant les références utiles à sa vérifiabilité et en les liant à la section « Notes et références ».
Ryan Matthew Miller, né le 21 novembre 1972 à Lubbock, est un musicien américain.
Il est guitariste, chanteur principal et leader du groupe de rock alternatif Guster. Il joue aussi de la basse et du clavier.